# Campeonato Paraibano 2021
El Campeonato Paraibano de Fútbol 2021 fue la 111.ª edición de la primera división de fútbol del estado de Paraíba. El torneo fue organizado por la Federação Paraibana de Futebol (FPF). El torneo comenzó el 14 de abril y finalizó el 20 de junio con la final entre Campinense y Sousa, la cual fue ganada por el primero con un marcador de 1 a 0 en el acumulado de goles, lo que se convirtió en su título estadual número 21.

## Sistema de juego

### Primera fase
Los 8 equipos se enfrentan en modalidad de todos contra todos a una sola rueda. Culminadas las siete fechas, los dos primeros puestos acceden directamente a la semifinal, del tercer al sexto puesto juegan una ronda previa, mientras que el último posicionado desciende a la Segunda División.

### Segunda fase
- Ronda previa: Los enfrentamientos se emparejan con respecto al puntaje de la primera fase, de la siguiente forma:
  - 3.º vs. 6.º
  - 4.º vs. 5.º

- Semifinales: Los enfrentamientos se emparejan de la siguiente forma:
  - 1.º vs. (4.º vs. 5.º)
  - 2.º vs. (3.º vs. 6.º)

- Nota: Tanto la ronda previa como las semifinales se juegan a partido único en casa del equipo con mayor puntaje en la primera fase. En caso de empate, se tendrá una tanda de penales.

- Final: Los dos ganadores de las semifinales disputan la final en partidos de ida y vuelta.

- Nota 1: El equipo con menor puntaje en la primera fase comienza la llave como local.
- Nota 2: En caso de empate en puntos y diferencia de goles, se definirá en tanda de penales. No se consideran los goles de visita.

### Clasificaciones
- Copa de Brasil 2022: Clasifican los dos finalistas del campeonato.
- Copa do Nordeste 2022: Clasifican tres equipos. A la fase de grupos accede únicamente el campeón. A la Pre-Copa do Nordeste acceden el subcampeón y el equipo con mejor posición en el Ranking CBF 2021, exceptuando a los dos equipos mencionados anteriormente.
- Serie D 2022: Clasifican los dos mejores equipos que no disputan ni la Serie A, Serie B o Serie C (Botafogo).

## Equipos participantes
| Equipo                | Ciudad                 | Estadio           | Capacidad | Posición 2020 | Títulos (último) |
| --------------------- | ---------------------- | ----------------- | --------- | ------------- | ---------------- |
| Atlético Cajazeirense | Cajazeiras             | Perpetão          | 7000      | 5.º           | 1 (2002)         |
| Botafogo-PB           | João Pessoa            | Almeidão          | 25 770    | 3.º           | 30 (2019)        |
| Campinense            | Campina Grande         | Amigão            | 23 000    | 2.º           | 20 (2016)        |
| Nacional de Patos     | Patos                  | José Cavalcanti   | 4500      | 7.º           | 1 (2007)         |
| Perilima              | Campina Grande         | Amigão            | 23 000    | 8.º           | 0                |
| São Paulo Crystal     | Cruz do Espírito Santo | Carneirão         | 1200      | 6.º           | 0                |
| Sousa                 | Sousa                  | Marizão           | 9500      | 4.º           | 2 (2009)         |
| Treze                 | Campina Grande         | Presidente Vargas | 6500      | Campeón       | 16 (2020)        |

## Primera fase

### Tabla de posiciones
| Pos. | Equipo                | Pts. | PJ | G | E | P | GF | GC | Dif. | Clasificación          |
| ---- | --------------------- | ---- | -- | - | - | - | -- | -- | ---- | ---------------------- |
| 1    | Sousa                 | 16   | 7  | 5 | 1 | 1 | 7  | 1  | +6   | Semifinales.           |
| 2    | Botafogo-PB           | 15   | 7  | 4 | 3 | 0 | 14 | 5  | +9   | Semifinales.           |
| 3    | Campinense            | 12   | 7  | 3 | 3 | 1 | 9  | 7  | +2   | Ronda previa.          |
| 4    | Treze                 | 8    | 7  | 2 | 2 | 3 | 7  | 6  | +1   | Ronda previa.          |
| 5    | São Paulo Crystal     | 7    | 7  | 1 | 4 | 2 | 4  | 6  | −2   | Ronda previa.          |
| 6    | Atlético Cajazeirense | 6    | 7  | 1 | 3 | 3 | 8  | 15 | −7   | Ronda previa.          |
| 7    | Nacional de Patos     | 4    | 7  | 0 | 4 | 3 | 5  | 8  | −3   |                        |
| 8    | Perilima              | 4    | 7  | 0 | 4 | 3 | 8  | 14 | −6   | Descenso de categoría. |

Actualizado a los partidos jugados el 23 de mayo de 2021.
 Fuente: 
Criterios de clasificación: 1) Puntos; 2) Partidos ganados; 3) Diferencia de gol; 4) Goles anotados; 5) Menor cantidad de tarjetas rojas; 6) Menor cantidad de tarjetas amarillas; 7) Sorteo.

### Fixture
- La hora de cada encuentro corresponde al huso horario correspondiente al Estado de Paraíba (UTC-3).

| Treze             | 4 - 0 | Atlético Cajazeirense | Amigão          | 14 de abril | 20:00 |
| Sousa             | 0 - 1 | Botafogo-PB           | Marizão         | 15 de abril | 16:00 |
| Nacional de Patos | 1 - 1 | Perilima              | José Cavalcanti | 17 de abril | 16:00 |
| São Paulo Crystal | 2 - 1 | Campinense            | Carneirão       | 18 de abril | 16:00 |

| Botafogo-PB           | 2 - 0 | Treze             | Almeidão | 21 de abril | 20:00 |
| Perilima              | 0 - 2 | Sousa             | Amigão   | 22 de abril | 16:00 |
| Atlético Cajazeirense | 1 - 1 | São Paulo Crystal | Perpetão | 24 de abril | 16:00 |
| Campinense            | 1 - 0 | Nacional de Patos | Amigão   | 25 de abril | 16:00 |

| São Paulo Crystal | 0 - 0 | Treze                 | Almeidão        | 28 de abril | 20:00 |
| Perilima          | 2 - 2 | Botafogo-PB           | Amigão          | 29 de abril | 16:00 |
| Sousa             | 0 - 0 | Campinense            | Marizão         | 1 de mayo   | 16:00 |
| Nacional de Patos | 2 - 2 | Atlético Cajazeirense | José Cavalcanti | 2 de mayo   | 16:00 |

| Botafogo-PB           | 2 - 1 | São Paulo Crystal | Almeidão | 5 de mayo | 20:00 |
| Treze                 | 2 - 1 | Nacional de Patos | Amigão   | 6 de mayo | 20:00 |
| Campinense            | 4 - 3 | Perilima          | Amigão   | 8 de mayo | 16:00 |
| Atlético Cajazeirense | 0 - 1 | Sousa             | Perpetão | 9 de mayo | 16:00 |

| Campinense        | 1 - 1 | Botafogo-PB           | Amigão   | 12 de mayo | 20:00 |
| Sousa             | 1 - 0 | Treze                 | Marizão  | 13 de mayo | 16:00 |
| Perilima          | 1 - 4 | Atlético Cajazeirense | Amigão   | 15 de mayo | 16:00 |
| São Paulo Crystal | 0 - 0 | Nacional de Patos     | Almeidão | 16 de mayo | 16:00 |

| Treze                 | 1 - 1 | Perilima    | Amigão   | 18 de mayo | 20:00 |
| Nacional de Patos     | 1 - 1 | Botafogo-PB | Marizão  | 19 de mayo | 16:00 |
| Atlético Cajazeirense | 1 - 1 | Campinense  | Perpetão | 20 de mayo | 15:30 |
| São Paulo Crystal     | 0 - 2 | Sousa       | Almeidão | 20 de mayo | 20:00 |

| Campinense  | 1 - 0 | Treze                 | Amigão   | 23 de mayo | 16:00 |
| Perilima    | 0 - 0 | São Paulo Crystal     | Amigão   | 23 de mayo | 19:30 |
| Sousa       | 1 - 0 | Nacional de Patos     | Marizão  | 23 de mayo | 19:30 |
| Botafogo-PB | 5 - 0 | Atlético Cajazeirense | Almeidão | 23 de mayo | 19:30 |

## Fase final

### Cuadro de desarrollo
|  | Ronda previa    | Ronda previa          | Ronda previa    |                   |       | Semifinales    | Semifinales    | Semifinales    |  |   | Final            | Final            | Final            | Final            | Final            |  |
|  | 27 y 28 de mayo | 27 y 28 de mayo       | 27 y 28 de mayo |                   |       | 1 y 2 de junio | 1 y 2 de junio | 1 y 2 de junio |  |   | 17 y 20 de junio | 17 y 20 de junio | 17 y 20 de junio | 17 y 20 de junio | 17 y 20 de junio |  |
|  |                 |                       |                 |                   |       |                |                |                |  |   |                  |                  |                  |                  |                  |  |
|  |                 |                       |                 |                   |       |                |                |                |  |   |                  |                  |                  |                  |                  |  |
|  |                 |                       |                 |                   |       |                |                |                |  |   |                  |                  |                  |                  |                  |  |
|  |                 |                       |                 |                   |       |                |                |                |  |   |                  |                  |                  |                  |                  |  |
|  |                 |                       |                 |                   |       |                |                |                |  |   |                  |                  |                  |                  |                  |  |
|  |                 | 1                     | Sousa           | 1                 |       |                |                |                |  |   |                  |                  |                  |                  |                  |  |
|  |                 |                       |                 | 1                 |       |                |                |                |  |   |                  |                  |                  |                  |                  |  |
|  |                 |                       | 5               | São Paulo Crystal | 0     |                |                |                |  |   |                  |                  |                  |                  |                  |  |
|  | 4               | Treze                 | 5               | São Paulo Crystal | 0     | 0 (3)          |                |                |  |   |                  |                  |                  |                  |                  |  |
|  | 4               | Treze                 |                 |                   |       |                |                |                |  |   |                  |                  |                  |                  |                  |  |
|  | 5               | São Paulo Crystal (p) | 0 (5)           |                   |       |                |                |                |  |   |                  |                  |                  |                  |                  |  |
|  | 5               | São Paulo Crystal (p) | 0 (5)           |                   |       |                |                |                |  | 1 | Sousa            | 0                | 0                | 0                |                  |  |
|  |                 |                       |                 |                   |       |                |                |                |  | 1 | Sousa            | 0                | 0                | 0                |                  |  |
|  |                 |                       | 3               | Campinense        | 1     | 0              | 1              |                |  |   |                  |                  |                  |                  |                  |  |
|  |                 |                       | 3               | Campinense        | 1     | 0              | 1              |                |  |   |                  |                  |                  |                  |                  |  |
|  |                 |                       |                 |                   |       |                |                |                |  |   |                  |                  |                  |                  |                  |  |
|  |                 |                       |                 |                   |       |                |                |                |  |   |                  |                  |                  |                  |                  |  |
|  |                 | 2                     | Botafogo-PB     | 0 (4)             |       |                |                |                |  |   |                  |                  |                  |                  |                  |  |
|  |                 |                       |                 | 0 (4)             |       |                |                |                |  |   |                  |                  |                  |                  |                  |  |
|  |                 |                       | 3               | Campinense (p)    | 0 (5) |                |                |                |  |   |                  |                  |                  |                  |                  |  |
|  | 3               | Campinense (p)        | 3               | Campinense (p)    | 0 (5) | 0 (3)          |                |                |  |   |                  |                  |                  |                  |                  |  |
|  | 3               | Campinense (p)        |                 |                   |       |                |                |                |  |   |                  |                  |                  |                  |                  |  |
|  | 6               | Atlético Cajazeirense | 0 (1)           |                   |       |                |                |                |  |   |                  |                  |                  |                  |                  |  |
|  | 6               | Atlético Cajazeirense | 0 (1)           |                   |       |                |                |                |  |   |                  |                  |                  |                  |                  |  |
|  |                 |                       |                 |                   |       |                |                |                |  |   |                  |                  |                  |                  |                  |  |

Nota: El equipo que ocupa la primera línea es el que define la serie como local.
| Bandera del estado de Paraíba |
| Campeón                       |
| Campinense 21.° título        |

## Clasificación final
| Pos. | Equipo                | Pts. | PJ | G | E | P | GF | GC | Dif. | Clasificación                                                  |
| ---- | --------------------- | ---- | -- | - | - | - | -- | -- | ---- | -------------------------------------------------------------- |
| 1.°  | Campinense (C)        | 18   | 11 | 4 | 6 | 1 | 10 | 7  | +3   | Copa de Brasil 2022 y Copa do Nordeste 2022.                   |
| 2.°  | Sousa                 | 20   | 10 | 6 | 2 | 2 | 8  | 2  | +6   | Copa de Brasil 2022, Pre-Copa do Nordeste 2022 y Serie D 2022. |
| 3.°  | Botafogo-PB           | 16   | 8  | 4 | 4 | 0 | 14 | 5  | +9   | Pre-Copa do Nordeste 2022.                                     |
| 4.°  | São Paulo Crystal     | 8    | 9  | 1 | 5 | 3 | 4  | 7  | −3   | Serie D 2022.                                                  |
| 5.°  | Treze                 | 9    | 8  | 2 | 3 | 3 | 7  | 6  | +1   | Pre-Copa do Nordeste 2022.                                     |
| 6.°  | Atlético Cajazeirense | 7    | 8  | 1 | 4 | 3 | 8  | 15 | −7   |                                                                |
| 7.°  | Nacional de Patos     | 4    | 7  | 0 | 4 | 3 | 5  | 8  | −3   |                                                                |
| 8.°  | Perilima              | 4    | 7  | 0 | 4 | 3 | 8  | 14 | −6   | Segunda División 2022.                                         |

Reglas de clasificación: 1) Puntos; 2) Partidos ganados; 3) Diferencia de gol; 4) Goles anotados; 5) Menor cantidad de tarjetas rojas; 6) Menor cantidad de tarjetas amarillas; 7) Sorteo.

Nota: Uno de los cupos de clasificación para la Serie D 2022 pasó a manos de São Paulo Crystal, debido a que Campinense y Botafogo-PB disputan la Serie C en 2022.